# Maria Almeida
Maria Almeida é uma jornalista portuguesa natural do Porto e uma das fundadoras do Fumaça. Licenciada em jornalismo pela Universidade Nova de Lisboa. Produziu a série "Palestina: Histórias de um país ocupado", que recebeu o Prémio Gazeta Revelação em 2018. Maria Almeida foi mencionada no discurso de aceitação do prémio pelo seu colega Ricardo Ribeiro, como um exemplo das "contradições do corporativismo da profissão", não podendo ser reconhecida oficialmente por não ter carteira profissional na altura. Em 2019, o mesmo trabalho valeu-lhe ainda os prémios do júri e do público na categoria Narrativa Sonora Digital da 11.ª edição dos Prémios de Ciberjornalismo.